# EXtensible Open Router Platform
eXtensible Open Router Platform (XORP) ist eine Routing-Software, die am International Computer Science Institute (ICSI) an der University of California, Berkeley entwickelt wird. Diese Software ist unter eine BSD-ähnliche Lizenz gebunden. XORP wurde im Jahr 2000 von Mark Handley gegründet; die erste Version wurde im Juli 2004 veröffentlicht.
Mit Hilfe dieser Software soll eine stabile, ausreichend viele Routing-Protokolle bedienende, flexibel veränderbare Routing-Software entstehen, die es ermöglicht neue, experimentelle Routing-Protokolle und Mechanismen kostengünstig zu testen und wissenschaftlich zu analysieren, bevor diese in Router-Appliances integriert werden. Basis der Software kann günstige, so genannte Commodity-Hardware sein, die zumeist aus Intel-kompatiblen PCs besteht.
Die Router-Appliances der bekannten Hersteller, wie Allied Telesis, Cisco, Extreme Networks, Fujitsu, Hitachi, Juniper Networks, Nokia, Nortel Networks, Siemens u. a., machen es, durch ihre an die geschlossene Software gebundenen Industrie- bzw. Firmen-Geheimnisse und Patente, Forschern schwer, experimentelle Software oder Routing-Protokolle unter realen Bedingungen, etwa in Router-Netzwerken, zu testen. Einige Forscher behelfen sich mit simulierten Router-Netzwerken, die jedoch nur begrenzte Aussagekraft besitzen. So könnte die Bedeutung von XORP als günstige Router-Plattform steigen, da ein XORP-Router etwa 10 bis 20 mal günstiger ist als gebräuchliche Router der einschlägigen Hersteller.
Als zugrundeliegendes Betriebssystem wird bisher nur Linux oder FreeBSD voll unterstützt. Unterstützung für DragonFly BSD, NetBSD, OpenBSD, Mac OS X (ab 10.2) und Windows Server 2003 ist im experimentellen Stadium. XORP verwendet die Kernel-Forwarding-Architektur der Unix-Betriebssysteme. Die Routing-Daemons laufen als eigenständige Prozesse im Benutzer-Modus, so dass der Ausfall eines Prozesses keine Folgen mit sich bringt. Unterstützt wird bisher eine Vielzahl an Routingprotokollen wie BGP4+, RIP oder auch OSPF. Auch Netzwerkmanagement mit SNMP ist möglich.
XORP ist keineswegs die erste Open-Source-Initiative dieser Art. Das Linux Router Project verfolgt ähnliche Ziele, wurde aber im Januar 2003 wegen fehlender Förderung gestoppt, weitere sind Zebra oder Merit.
Erste Anwendungen und Testbeds gibt es bereits für M6Bone mit IPv6-Multicast.
Eine Live-CD mit einer lauffähigen umfangreichen kompilierten XORP-Router-Software Release (120 MB) sowie der Quellcode ist zum Download erhältlich.